# Бишил, Саммер
Са́ммер Би́шил (англ. Summer Bishil, род. 17 июля 1988) — американская актриса, наиболее известная благодаря роли Марго Хэнсон в сериале «Волшебники».

## Биография
Бишил родилась в городе Пасадена, Калифорния в семье американки и индийца. Когда Бишил было три года, её семья переехала сначала в Саудовскую Аравию, а затем в Бахрейн. Через 11 лет они вернулись обратно в Калифорнию. У неё есть старшие брат и сестра.
Саммер дебютировала на телевидении в 2005 году с эпизодической ролью в сериале «Дни нашей жизни». В 2009 году она была номинирована на премию «Независимый дух» в категории «Лучшая женская роль» за фильм «Как на ладони».
В 2013—2014 годах Бишил сыграла главную роль в сериале «Счастливая семёрка». С 2015 по 2020 год она играла одну из главных ролей в сериале «Волшебники», который выходил на телеканале SyFy.

## Фильмография
| Год       |     | Русское название                    | Оригинальное название             | Роль              |
| --------- | --- | ----------------------------------- | --------------------------------- | ----------------- |
| 2004      | тф  | Возвращение в Хэллоуинтаун          | Return to Halloweentown           | Аниса             |
| 2005      | с   | Дни нашей жизни                     | Days of Our Lives                 | Стейси            |
| 2006      | с   | Удар — ещё удар                     | Just For Kicks                    | Стейси            |
| 2006      | с   | Дрейк и Джош                        | Drake & Josh                      | Табита            |
| 2006      | с   | Ханна Монтана                       | Hannah Montana                    | Рейчел            |
| 2007      | ф   | Как на ладони                       | Towelhead                         | Джазира Марун     |
| 2009      | ф   | Переправа                           | Crossing Over                     | Таслима Джахангир |
| 2009      | с   | Три реки                            | Three Rivers                      | Карен Роллинс     |
| 2010      | кор | —                                   | Public Relations                  | Сара              |
| 2010      | ф   | Повелитель стихий                   | The Last Airbender                | Азула             |
| 2010      | ф   | Мусульманин                         | Mooz-Lum                          | Иман              |
| 2010      | с   | Только правда                       | The Whole Truth                   | Мишель Пеннер     |
| 2011      | с   | 90210: Новое поколение              | 90210                             | Лейла             |
| 2013      | ф   | Пустые слова                        | Lip Service                       | Присцилла Сантос  |
| 2013      | тф  | Разрушение Вегаса                   | Blast Vegas                       | Серена            |
| 2013—2014 | с   | Счастливая семёрка                  | Lucky 7                           | Самира Раджпул    |
| 2014      | с   | Закон и порядок: Специальный корпус | Law & Order: Special Victims Unit | Хеба Салим        |
| 2015      | с   | Я — зомби                           | iZombie                           | Элиза Маркетт     |
| 2015—2020 | с   | Волшебники                          | The Magicians                     | Марго Хэнсон      |
| 2018      | ф   | Под Сильвер-Лэйк                    | Under the Silver Lake             | бывшая девушка    |